# Mezzanotte (film 1949)
Mezzanotte (Medianoche) è un film del 1948 diretto da Tito Davison. 

## Trama
Per sfuggire alla polizia Daniel Benitez si sostituisce ad un professore atteso in un piccolo villaggio di frontiera. 
Ben presto si affeziona ai suoi alunni, in particolare ad un piccolo indio, ma soprattutto si innamora di Cora, una collega, tanto da non voler tornare alla sua vita di malvivente. 